# Xiaochang Hu
Xiaochang Hu är en sjö i Östantarktis. Australien gör anspråk på området. Xiaochang Hu ligger 1 meter över havet. Den sträcker sig 0,5 kilometer i nord-sydlig riktning, och 0,6 kilometer i öst-västlig riktning.
Nära Xiaochang Hu finns sjön Discussion Lake och platån Xi Pingtai.